# Seznam kanadskih geologov
Seznam kanadskih geologov.

## A
- Frank Dawson Adams

## B
- John Jeremiah Bigsby
- Roger Blais
- Norman L. Bowen

## C
- Charles Camsell
- Ian Clark
- Arthur Philemon Coleman

## D
- Reginald Aldworth Daly
- George Mercer Dawson
- John William Dawson

## F
- Walter Frederick Ferrier
- William Fyfe

## G
- Abraham Pineo Gesner

## H
- James M. Harrison
- Charles Frederick Hartt
- Paul F. Hoffman

## L
- William Edmond Logan
- William James Loudon

## M
- Digby McLaren
- Alexander Murray (geolog)

## R
- Clay Riddell

## S
- Alfred Richard Cecil Selwyn

## T
- Joseph Tyrrell

## W
- Harold Williams
- John Williamson (geolog)
- Alice Wilson
- John Tuzo Wilson (1908–1993)